# MinusAndPlus
MinusAndPlus è la triplice identità dietro cui si celano i due sound designer, produttori e compositori italiani attivi a Torino Giorgio Ferrero (Cuneo, 26 febbraio 1980) e Rodolfo Mongitore (Biella, 27 gennaio 1979) autori di installazioni sonore, canzoni, colonne sonore.

## Biografia

### L'incontro
La collaborazione tra i due musicisti nasce durante le sessioni di registrazione dei due dischi ufficiali degli Endura, band indie fondata da Giorgio Ferrero, di cui Rodolfo Mongitore è musicista aggiunto. Gli album 'Les mots, la nuit, la danse', Emi Music 2003, prodotto da Paolo Benvegnù, e Bleu (2007, Compagnia Nuove Indye), hanno un grande riscontro di critica. Con gli Endura Giorgio Ferrero vince numerosi premi tra cui il prestigioso Premio Ciampi (Miglior Cover Piero Ciampi 2002).

### MinusAndPlus
Minus è la firma con cui Giorgio Ferrero e Rodolfo Mongitore siglano i progetti di sound art, mentre The& è quella utilizzata per le canzoni e Plus per le colonne sonore.

#### Minus
Come Minus i due sound designer collaborano con artisti internazionali come Marzia Migliora e Gianluca e Massimiliano De Serio e hanno realizzato installazioni sonore esposte al MAXXI di Roma, al Museo del Novecento di Milano, alla Biennale 'Evento' di Bordeaux diretta da Michelangelo Pistoletto, alla Biennale Experimenta Design di Lisbona. Nel 2015 vengono scelti per musicale l'Autoritratto di Leonardo da Vinci esposto eccezionalmente a Palazzo Madama a Torino.

##### Installazioni
2009
- Cromotime (ideazione e realizzazione di una installazione basata su metronomi interattivi, prodotta con il gruppo creativo Bellissimo per la Biennale del Design Experimenta Design di Lisbona).[2]

2010
- Stanze (ambienti sonori multicanale commissionati da Gianluca e Massimiliano De Serio per l'opera esposta al MAXXI di Roma, menzione speciale al Premio Italia Arte Contemporanea 2010)
- Emura Experience (installazione di suoni generativi in multicanale ideata per Daikin all'interno del Festival Elita).

2011
- Quelli che trascurano di rileggere si condannano a rileggere sempre la stessa storia. (ambientazioni sonore binaurali ideate per l'artista Marzia Migliora esposte al Museo del Novecento di Milano)[3]
- Tragedia in atto (installazione sonora monodirezionale composta per Marzia Migliora esposta a Evento Biennale di Bordeaux)[4]

2015
- Donne che vedono il futuro (installazione sonora multicanale per la fotografa Bruna Biamino esposta a Palazzo Madama di Torino)
- Il volto di Leonardo (installazione musicale quadrifonica per l'autoritratto di Leonardo Da Vinci)

#### TheAnd
Come TheAnd Giorgio Ferrero e Rodolfo Mongitore si sono esibiti dal vivo in importanti Festival come Traffic Torino Free Festival, Club to Club, MTV Brand New Arts Tour e hanno collaborato con il produttore Stefano Fontana aka Stylophonic alla realizzazione della canzone MyStar (Sounday Music 2011) e con il produttore Leo Fresco alla stesura di un disco ad oggi in fase di lavorazione.

#### Plus
Come Plus Giorgio Ferrero e Rodolfo Mongitore scrivono e producono colonne sonore di film, documentari e pubblicità, collaborando con registi come Daniele Gaglianone, Gianluca e Massimiliano De Serio, Niccolò Bruna, Andrea Parena, con lo scrittore Paolo Giordano e con marchi internazionali come Nike, Sony, Alfa Romeo, Valentino.

Durante il 2012 come Plus i due musicisti hanno accompagnato dal vivo lo scrittore Paolo Giordano durante i reading musicali del romanzo 'Il corpo umano'  edito da Mondadori (con la partecipazione dell'attrice Alba Rohrwacher)

Durante il 2013 esce la prima raccolta di colonne sonore "Interferenze" lanciata in esclusiva su Wired.it in occasione del primo Film di confine "Riverbero" di Mybosswas.
Nel 2016 Il Corriere della Sera pubblica in esclusiva la colonna sonora commissionata da Paolo Giordano per il proprio romanzo 'Il nero e l'argento'.

##### Colonne sonore
2010
- Pietro (film, Daniele Gaglianone) con Walter Magri, Evandro Fornasier

2011
- Sette opere di misericordia (film, Gianluca e Massimiliano De Serio)
- Polvere (doc, Niccolò Bruna, Andrea Prandstaller)
- Ruggine (film, Daniele Gaglianone) con Walter Magri, Evandro Fornasier, Massimo Miride
- Le tre distanze (doc, Alessandro Pugno)

2012
- Nozze d'Agosto (doc, Andrea Parena)
- White Man (doc, Alessandro Baltera, Matteo Tortone)
- Il corpo umano (romanzo, Paolo Giordano)

2013
- Riverbero (film, Mybosswas)

2014
- Il nero e l'argento (romanzo, Paolo Giordano)
- Survivalist (film, Stephen Fingleton)

2015
- Rada (doc, Alessandro Abba Legnazzi)
- Pequeñas mentiras piadosas (doc, Niccolò Bruna)

### Mybosswas
Nel corso del 2011 Giorgio Ferrero e Rodolfo Mongitore fondano con Federico Biasin lo studio creativo MYBOSSWAS a Torino. La factory produce video, immagini, suoni, grafiche, musiche, interazioni per realtà come Nike, Alfa Romeo, Condenast, Jeep, Indesit, Valentino, Etro...

## Discografia

### Endura
2003
- Les mots, la nuit, la danse. (Urlo Music, Emi)

2007
- Bleu Metallique ep (Compagnia Nuove Indye)
- Bleu (Compagnia Nuove Indye, Venus)

2008
- Con tutte le carte in regola. Omaggio a Piero Ciampi (Believe, Arroyo)

### TheAnd
2011
- My star (singolo)

### Plus
- Ruggine, colonna sonora - Fandango
- Interferenze, album - Mybosswas, Sounday
- Il nero e l'argento, album - Corriere della Sera (esclusiva), Mybosswas